# Кейти Марш
Кейти Марш (на английски: Katie Marsh) е английска писателка на произведения в жанра драма и любовен роман.

## Биография и творчество
Кейти Марш е родена в Англия.
Има 10-годишна кариера в здравеопазването към NHS, където се е грижила за болни от инсулт. Вдъхновена от смелостта на пациентите, с които се е запознала, решава да се посвети на писането. В продължение на 10 години, и след два непубликувани ръкописа, успява да завърши първата си творба.
Първият ѝ роман „Ти си всичко за мен“ е издаден през 2015 г. Главната героиня Хана решава да напусне съпруга си Том, но точно тогава той получава инсулт, а тя трябва да се грижи за него. С времето Том преоценява живота си и осъзнава, че трябва да спаси брака си, да бъде мъжа, в когото се е влюбила съпругата му. Романът става бестселър и я прави известна.
Кейти Марш живее със семейството си в югозападен Лондон.

## Произведения

### Самостоятелни романи
- My Everything (2015)
Ти си всичко за мен, изд.: „СББ Медия“, София (2018), прев. Русева Божанова
- A Life Without You (2016)
- This Beautiful Life (2017)
- The Rest of Me (2018)
- Unbreak Your Heart (2021)